# Poa, Boulkiemdé
Poa là một tổng thuộc  Boulkiemdé (tỉnh) ở miền trung Burkina Faso. Dân số thời điểm 2005 là  30406 người. Thủ phủ là thị xã Poa.

## Các thị xã và làng xã
• Poa • Gogo • Loaga • Moungounissi • Niangdo • Noéssin • Ralo • Sogpelcé • Yaoguin • Yargo-Yarcés